# Nejvyšší hory Chile

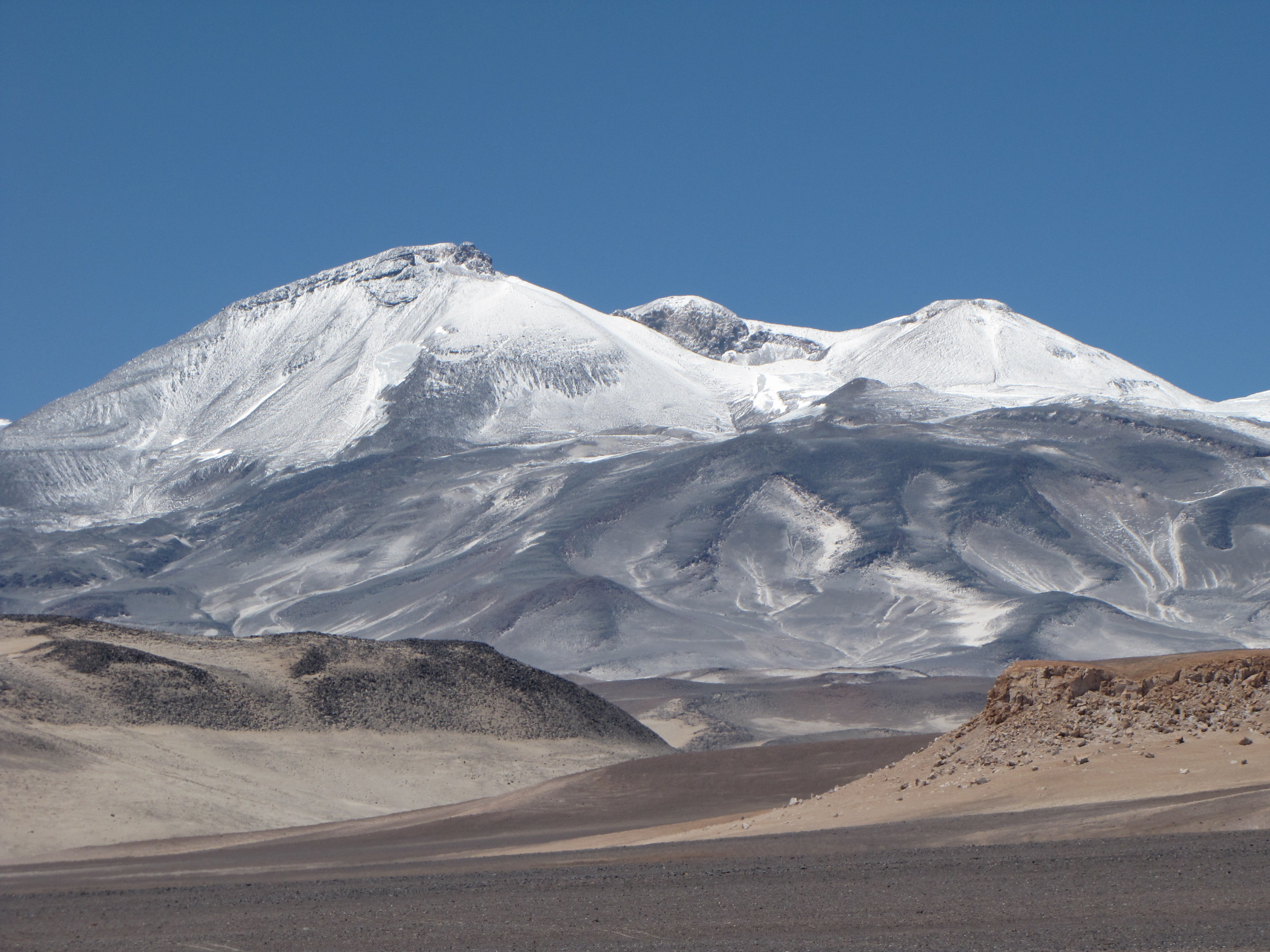
Ojos del Salado

Nejvyšší hory Chile. Všechny nejvyšší vrcholy Chile se nachází v Andách, které se rozkládají podél hranice Chile a Argentiny v délce více než 4 000 kilometrů.
Nejvyšší horou Chile je vulkán Ojos del Salado (6 893 m),
nejvyšší vulkán světa a druhá nejvyšší hora And a Ameriky.
V Chile se nachází celkem 37 šestitisícových hor s prominencí vyšší než 400 metrů.

## 30 nejvyšších hor Chile

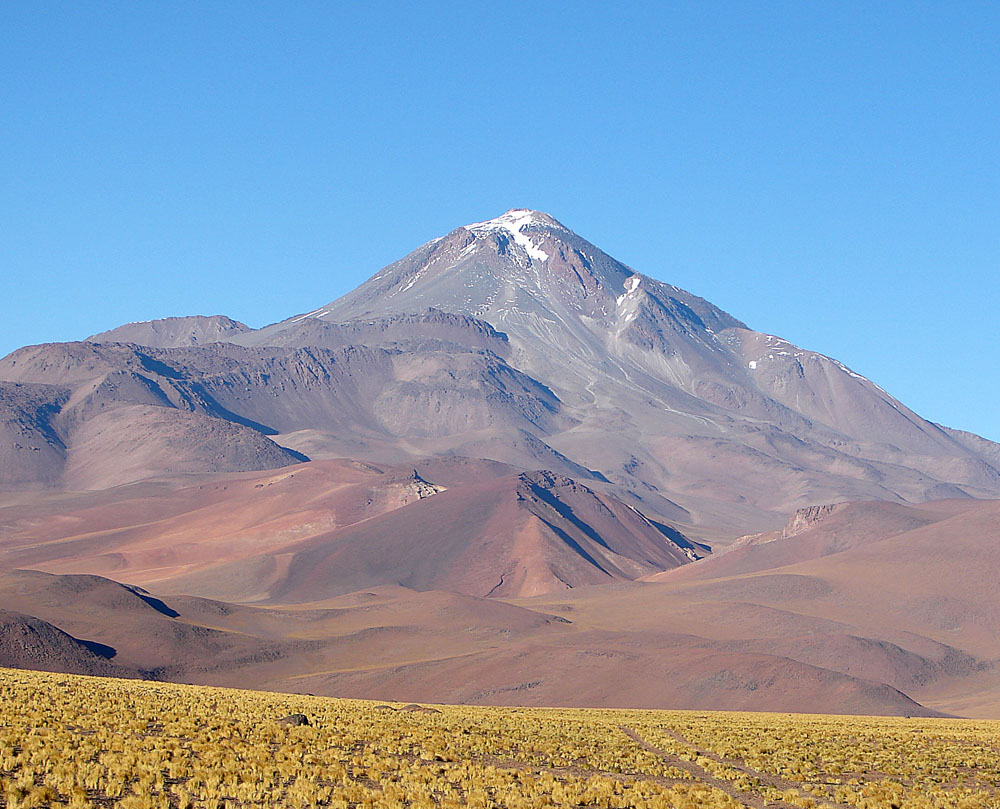
Llullaillaco

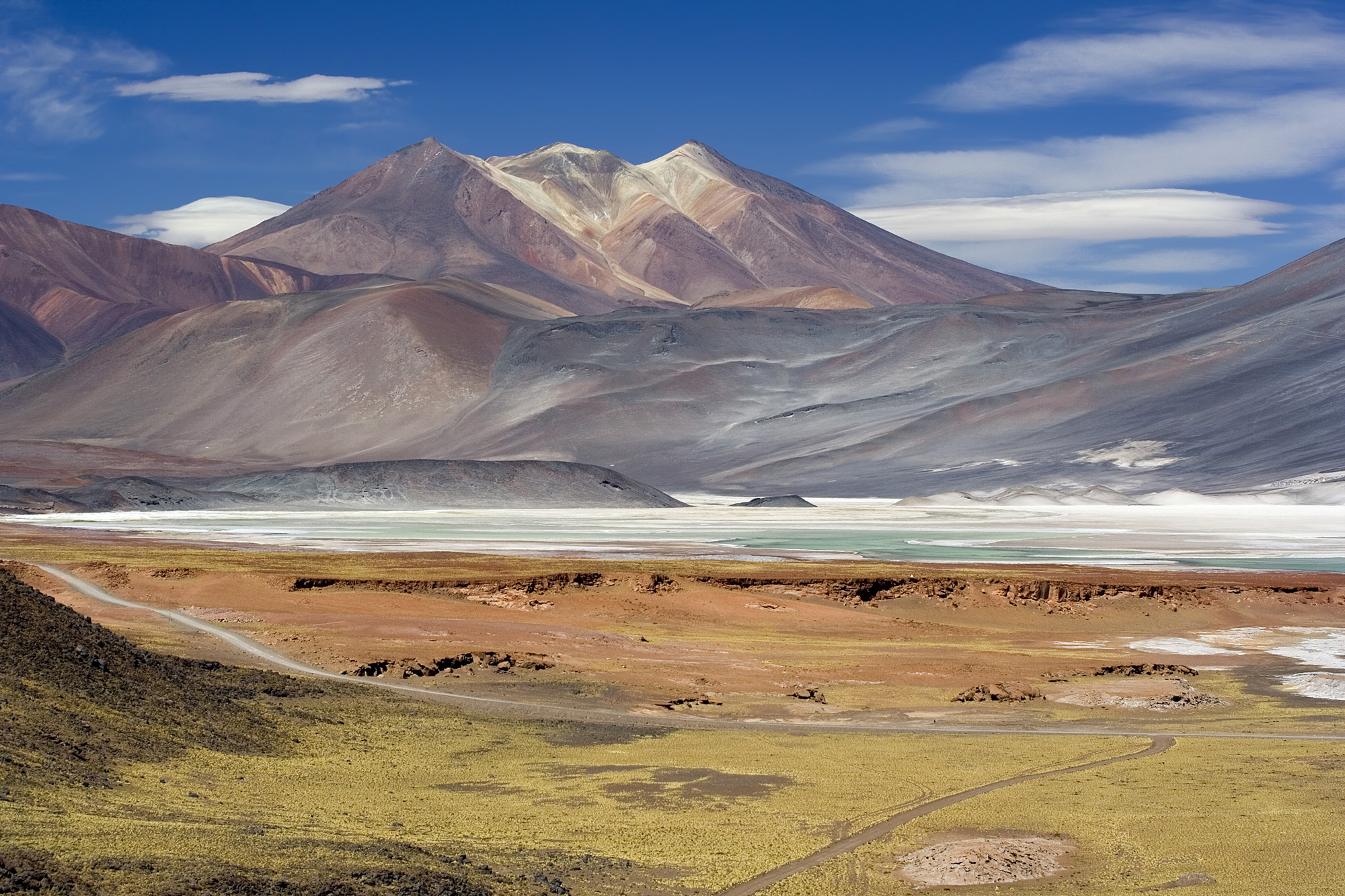
Incahuasi

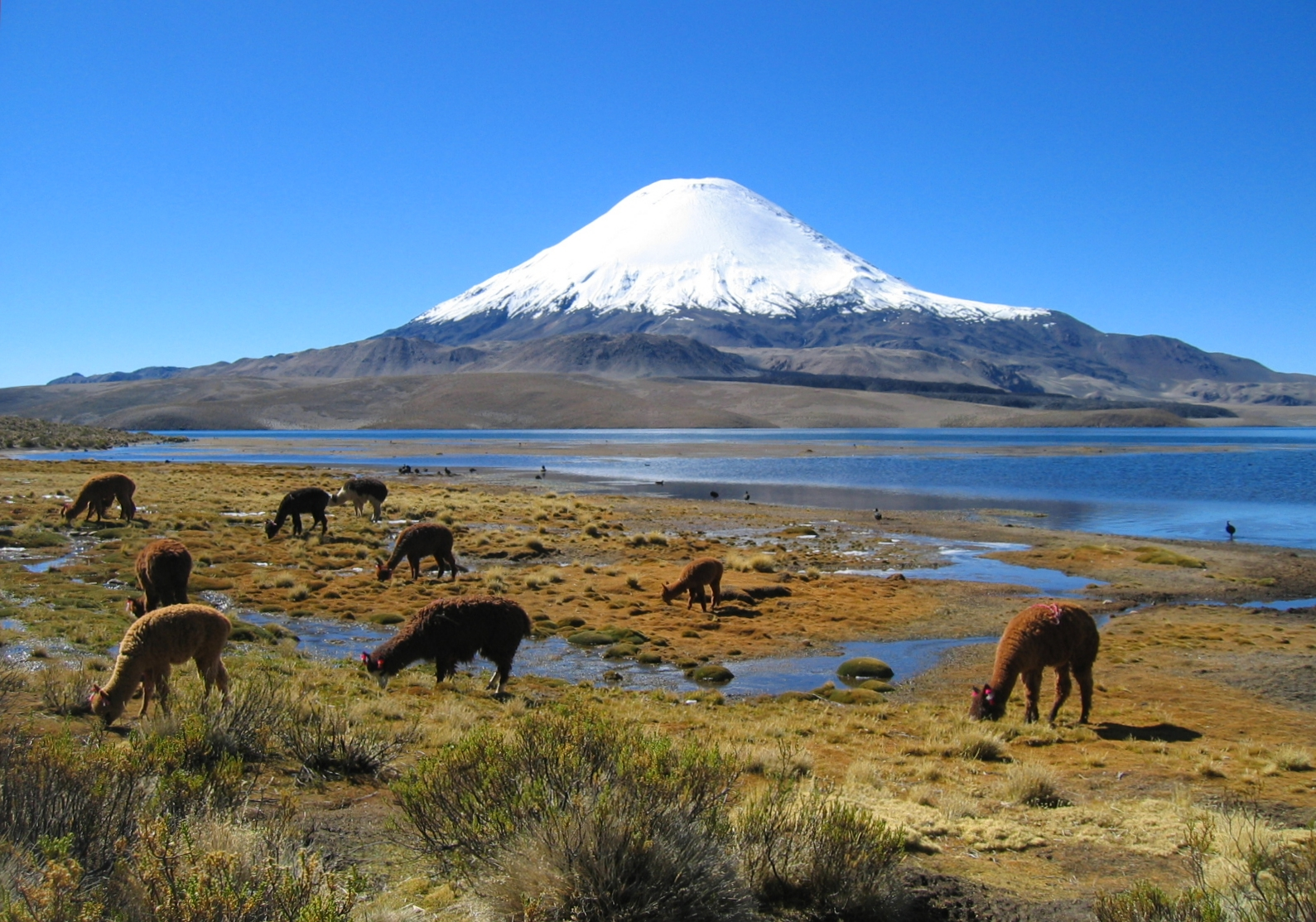
Parinacota

Ve výčtu hor jsou zastoupeny pouze vrcholy s prominencí vyšší než 400 metrů.
|    | Vrchol              | Region              | Výška (m) | Prominence (m) | Izolace (km) |
| -- | ------------------- | ------------------- | --------- | -------------- | ------------ |
| 1  | Ojos del Salado     | Atacama             | 6 893     | 3 688          | 630,6        |
| 2  | Tres Cruces         | Atacama             | 6 748     | 1 422          | 23,3         |
| 3  | Llullaillaco        | Antofagasta         | 6 739     | 2 344          | 264,5        |
| 4  | Tres Cruces Central | Atacama             | 6 629     | 579            | 3,3          |
| 5  | Incahuasi           | Atacama             | 6 621     | 1 520          | 24,9         |
| 6  | Tupungato           | Metropolitní region | 6 565     | 2 760          | 80,4         |
| 7  | El Muerto           | Atacama             | 6 488     | 938            | 7,2          |
| 8  | Parinacota          | Arica a Parinacota  | 6 342     | 1 989          | 27,7         |
| 9  | Pomerape            | Arica a Parinacota  | 6 282     | 922            | 3,8          |
| 10 | Los Patos           | Atacama             | 6 239     | 1 524          | 21,2         |
| 11 | Nevado Olivares     | Coquimbo            | 6 216     | 1 296          | 17,6         |
| 12 | Cerro Solo          | Atacama             | 6 205     | 678            | 5,5          |
| 13 | Aucanquilcha        | Antofagasta         | 6 176     | 2 165          | 331,7        |
| 14 | Cerro El Toro       | Atacama             | 6 168     | 1 910          | 129,6        |
| 15 | Cerro Las Tórtolas  | Coquimbo            | 6 160     | 1 380          | 39,4         |
| 16 | Alto San Juan       | Metropolitní region | 6 148     | 888            | 12,3         |
| 17 | El Ermitaño         | Atacama             | 6 146     | 1 326          | 17,8         |
| 18 | Volcán San Pedro    | Antofagasta         | 6 145     | 2 024          | 74,2         |
| 19 | Cerro Medusa        | Atacama             | 6 120     | 520            | 3,7          |
| 20 | Barrancas Blancas   | Atacama             | 6 119     | 1 069          | 12,7         |
| 21 | Sierra Nevada       | Atacama             | 6 127     | 1 352          | 23,5         |
| 22 | Marmolejo           | Metropolitní region | 6 108     | 2 105          | 30           |
| 23 | Volcán San Pablo    | Antofagasta         | 6 092     | 2 582          | 4,9          |
| 24 | Cerro Colorados     | Atacama             | 6 080     | 1 000          | 4,5          |
| 25 | Nevado El Plomo     | Metropolitní region | 6 070     | 1 510          | 38,2         |
| 26 | Cerro Vicuñas       | Atacama             | 6 067     | 2 385          | 6,2          |
| 27 | Guallatiri          | Arica a Parinacota  | 6 063     | 1 423          | 28,5         |
| 28 | Nevado El Fraile    | Atacama             | 6 061     | 811            | 7,2          |
| 29 | Cerro Copiapó       | Atacama             | 6 052     | 1 701          | 31,2         |
| 30 | Acotango            | Arica a Parinacota  | 6 052     | 852            | 6,2          |